# Künstlerkolonie Berlin

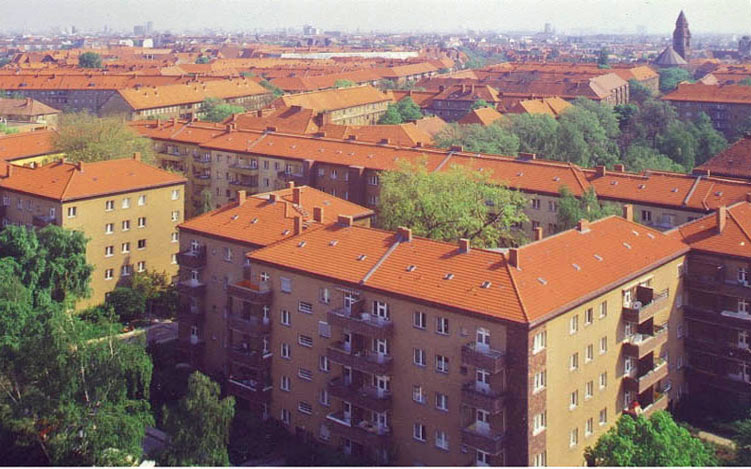
Die Künstlerkolonie Berlin

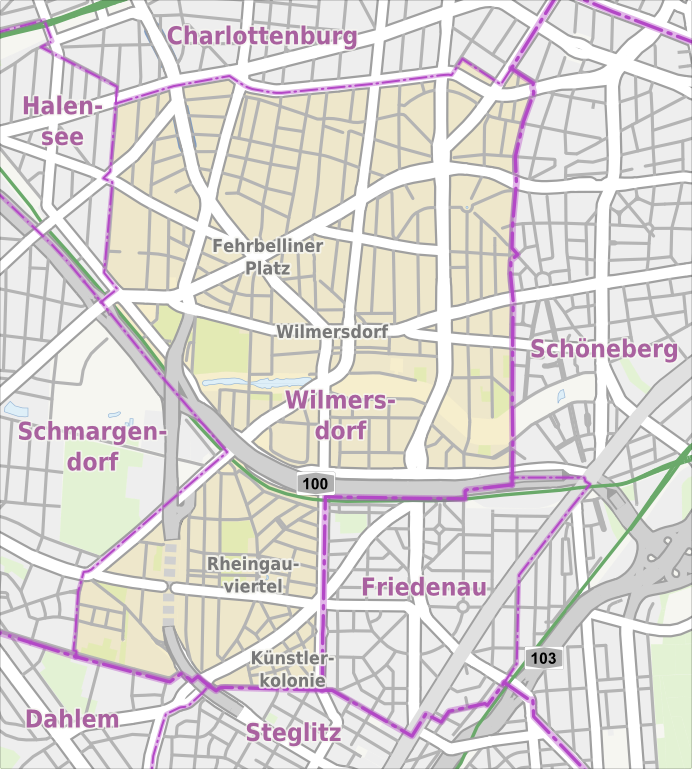
Die Künstlerkolonie am südlichen Ende des Ortsteils Wilmersdorf

Die Künstlerkolonie Berlin ist eine Wohnsiedlung im Süden des Berliner Ortsteils Wilmersdorf in südöstlicher Fortsetzung des Rheingauviertels an der Grenze zu den Ortsteilen Friedenau und Steglitz. Sie wird begrenzt durch den Südwestkorso, die Laubenheimer Straße, die Kreuznacher Straße und den Steinrückweg. Das Zentrum der Künstlerkolonie bildet der Ludwig-Barnay-Platz. Die Siedlung wurde von den damaligen Interessenvertretungen der Künstler und Schriftsteller ab 1927 errichtet.

## Bau der Siedlung
Die Künstlerkolonie entstand von 1927 bis 1930 auf Initiative der Genossenschaft Deutscher Bühnenangehöriger (GDBA) und des Schutzverbandes deutscher Schriftsteller. Ziel der Koloniegründung war es, auch für sozial nicht abgesicherte Künstler und Schriftsteller preiswerten und komfortablen Wohnraum zur Verfügung zu stellen. Der Volksmund erfand für die Siedlung den Namen „Hungerburg“.
Die Anlage wurde in den Jahren von 1924 bis 1927 geplant und von 1927 bis 1930 erbaut. Sie wurde zu 75 % von der GDBA und zu 25 % vom Schutzverband deutscher Schriftsteller finanziert. Sie gründeten für die Errichtung der Siedlung die Gemeinnützige Heimstättengesellschaft mbH „Künstlerheim“. Den Grundstein der Siedlung mit der Inschrift
AUS DEM NICHTS SCHAFFT IHR DAS WORT,

UND IHR TRAGT’S LEBENDIG FORT,

DIESES HAUS IST EUCH GEWEIHT,

EUCH, IHR SCHÖPFER UNS’RER ZEIT.
legte am 30. April 1927 der damalige Vorsitzende der GDBA, der Schauspieler Gustav Rickelt.
Die Wohnblocks der Künstlerkolonie entstanden im Rahmen des städteplanerischen Konzepts der „Gartenstadt“, das schon vor dem Ersten Weltkrieg entstanden und von 1911 bis 1915 um den Rüdesheimer Platz herum realisiert worden war. Dieses Siedlungskonzept stellte mit dem Verzicht der Hofbebauung eine bewusste Alternative zu den „Mietskasernen“ dar. Die drei Wohnblocks der Künstlerkolonie wurden von den Architekten Ernst und Günther Paulus entworfen. Ein vierter Wohnblock vom Steinrückweg zum Breitenbachplatz war zwar ab 1931 geplant, der Bau wurde aber vom nationalsozialistischen Regime unterbunden.
Im Zentrum der Wohnanlage wurde ein großer Platz (Ludwig-Barnay-Platz; ehemals: Laubenheimer Platz) als Kommunikationszentrum vorgesehen. Auch die Gestaltung der Block-Innenbereiche sollte die Begegnung der Bewohner erleichtern und fördern.

## Zeit der Weimarer Republik
Schnell wurde die Künstlerkolonie zu einer Heimat vorwiegend linker Intellektueller und Künstler. Die Bewohner der Künstlerkolonie, die überwiegend mit der SPD und der KPD sympathisierten, stellten einen „roten Block“ inmitten eines nationalkonservativ und nationalsozialistisch geprägten Umfeldes dar.
Die Weltwirtschaftskrise führte gerade unter den Künstlern zu großer Arbeitslosigkeit; etwa 75 % der Bewohner waren zu dieser Zeit ohne Einkommen. Viele Bewohner konnten die Miete nicht mehr aufbringen, und die GEHAG strengte Zwangsräumungen an, die jedoch meist am solidarischen Widerstand in der Künstlerkolonie scheiterten. Um die Interessen der Mieter zu vertreten und Mietminderungen zu erreichen, wählten die Bewohner Mieterräte. Gewählt wurden die Schriftsteller Karl Otten und Siegmund Reis sowie der Schauspieler Rolf Gärtner. Im Januar 1933 wurde tatsächlich eine Mietsenkung um acht Prozent erreicht, jedoch erhielten die drei Mieterräte die Kündigung ihrer Wohnungen zum 1. April 1933. Zu diesem Zeitpunkt im Frühjahr 1933 lebten etwa 300 Schriftsteller und Künstler in der Künstlerkolonie.
Beginnend mit dem Wahlkampf für die Reichstagswahl 1930 wurden die Bewohner der Künstlerkolonie Ziel nationalsozialistischer Provokationen und Übergriffe. Es wurde zu dieser Zeit gefährlich, abends alleine den Heimweg vom nahegelegenen U-Bahnhof Breitenbachplatz anzutreten. Bald reichten auch eine Verabredung und der Schutz einer Gruppe nicht mehr aus. Die Bewohner der Künstlerkolonie gründeten deshalb einen Selbstschutz, der als bewaffneter Geleittrupp im Konvoi-System von bestimmten späten U-Bahn-Zügen die Bewohner abholte und nach Hause begleitete. Etwa 400 der rund 1000 Bewohner der Künstlerkolonie beteiligten sich am organisierten Selbstschutz.

## Zeit des Nationalsozialismus

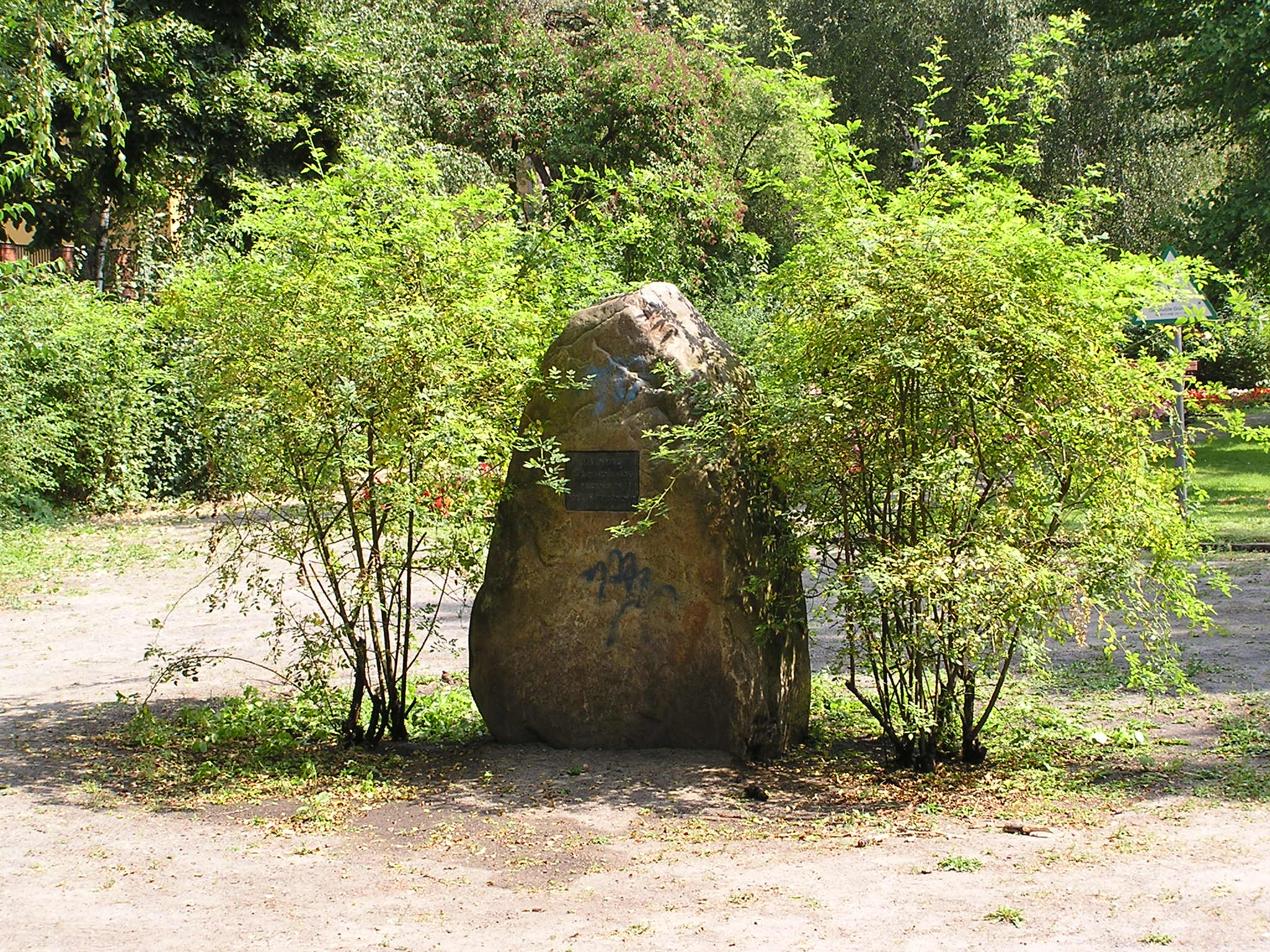
Mahnmal für die politisch Verfolgten der Künstlerkolonie

Nach der „Machtergreifung“ durch die NSDAP im Jahr 1933 wurde das Leben für die Bewohner der Künstlerkolonie immer gefährlicher. Erstmals im Februar 1933 führte die SA, die sich als „Hilfspolizei“ oder „Schutzpolizei“ ausgab, überfallartige Hausdurchsuchungen und Verhaftungen durch. Knapp drei Wochen nach dem Reichstagsbrand, in dessen Folge die Nationalsozialisten die Grundrechte der Weimarer Verfassung mit der Reichstagsbrandverordnung außer Kraft setzten, kam es am 15. März 1933 zu einer großangelegten Durchsuchungs- und Verhaftungsaktion in der Künstlerkolonie.
In den Morgenstunden wurde die Künstlerkolonie von Polizei und SA umstellt und abgeriegelt. Bis 15 Uhr wurden zahlreiche Wohnungen durchsucht. Wo nicht geöffnet wurde, drang die Polizei über Feuerwehrleitern in die Wohnungen ein. 14 Personen, unter ihnen Theodor Balk, Peter Martin Lampel, Günther Ruschin, Manès Sperber, Curt Trepte und Walter Zadek, wurden festgenommen. Eine unbekannte Anzahl ausländischer Staatsangehöriger, die sich nicht ausweisen konnten, wurden zur Personenfeststellung auf das Polizeipräsidium gebracht. Mehrere Lastwagen voller Akten wurden beschlagnahmt, ebenso wie zahlreiche Waffen. Literatur, die die Nationalsozialisten für kommunistisch oder marxistisch hielten, wurde auf den Laubenheimer Platz geschafft und verbrannt.
Zahlreiche Bewohner der Künstlerkolonie wie Ernst Bloch, Ernst Busch, Walter Hasenclever, Alfred Kantorowicz, Arthur Koestler, Susanne und Wolfgang Leonhard, Gustav Regler, Günter Ruschin, Manès Sperber, Steffie Spira, Walter Zadek und Hedda Zinner verließen noch 1933 Deutschland. Andere organisierten – trotz der Gefahren, die die Großrazzia vom 15. März 1933 verdeutlicht hatte – den politischen Widerstand.
So gründete Alexander Graf Stenbock-Fermor in seiner Wohnung im Herbst 1940 zusammen mit Beppo Römer und Willy Sachse die Widerstandsgruppe Revolutionäre Arbeiter und Soldaten (RAS). Weitere Mitglieder der RAS wurden Irene und Hans Meyer-Hanno, Fritz Riedel und Alja Blomberg. Stenbock-Fermor vermerkte zur Arbeit der RAS in seinen Erinnerungen: „Wir trafen uns abwechselnd bei mir, in der Wohnung von Alja Blomberg am Südwestkorso und oft bei Meyer-Hannos am Laubenheimer Platz 2. Hans Meyer-Hanno und seine Frau Irene wurden die eifrigsten Mitarbeiter.“ Helene Jacobs und andere versteckten politisch Verfolgte in ihren Wohnungen.

## Nachkriegszeit
Erst 1952 ging die Künstlerkolonie, die 1933 der Reichskulturkammer zugeordnet wurde, zurück in den Besitz der GEHAG. Nach 1952 errichtete diese zwischen Steinrückweg und Breitenbachplatz auf der ehemaligen Erweiterungsfläche der Künstlerkolonie für einen vierten Wohnblock „moderne“ Neubauten. Diese verfolgten jedoch nicht den ursprünglichen Bauplan und können den Gemeinschaftsgeist der Kolonie architektonisch nicht mehr zum Ausdruck bringen.
Lange Zeit nach dem Zweiten Weltkrieg blieb das schwere Schicksal der zahlreichen Bewohner der Künstlerkolonie „unsichtbar“. Erst in den 1980er Jahren wurde begonnen, Gedenktafeln an den Häusern anzubringen (teilweise aus der Reihe Berliner Gedenktafel). Im Jahre 1988 wurde ein Mahnmal auf dem Ludwig-Barnay-Platz aufgestellt. Es trägt eine Bronzeplatte mit der Inschrift „MAHNMAL, FÜR DIE POLITISCH VERFOLGTEN DER KÜNSTLERKOLONIE.“ Zum Gedenken an Hans Meyer-Hanno, der am 22. April 1945 in Bautzen von der SS ermordet wurde, wurde vor dem Haus Ludwig-Barnay-Platz 2 ein Stolperstein in das Pflaster eingelassen. Er hatte sich geweigert, als Soldat für die Nationalsozialisten zu kämpfen.

## Die heutige Siedlung
Im Jahr 1990 wurde die Gartenstadt am Südwestkorso unter Denkmalschutz gestellt. Diese beinhaltet auch die Künstlerkolonie, die etwa 20 Prozent der Fläche ausmacht. Gut vier Jahre später wurde am 31. Dezember 1994 die Künstlerkolonie an die Veba (später: Viterra, Deutschbau, Deutsche Annington, heute: Vonovia) verkauft.
Viele aus der Künstlerkolonie vertriebene Bewohner kehrten nach dem Krieg zurück, teilweise als Gäste. Einige ließen sich jedoch auch dort wieder nieder. Auch für Künstler der Nachkriegsgeneration besitzt die Künstlerkolonie, heute mehr aus Gründen der Historie als wegen preiswerten Wohnraums, wieder Anziehungskraft.

## Der Verein „KünstlerKolonie Berlin e.V.“
Der Verein KünstlerKolonie e. V. wurde am 13. Dezember 1987 gegründet und – nach Vorbereitungen durch die Bürgerinitiative Künstlerkolonie seit 1984 – am 27. Januar 1988 in das Vereinsregister des Amtsgerichts Charlottenburg unter 9295 NZ eingetragen. Die Hauptziele des Vereins sind die Dokumentation der Geschichte der Personen und ihrer Werke, die Förderung von – der Künstlerkolonie verbundenen – Künstlern, die Herausgabe von Schriften sowie die Veranstaltungsorganisation. Der Verein besitzt ein umfangreiches Archiv mit Materialien zur Künstlerkolonie, bestehend aus Fotografien, Zeitungsartikeln und Literatur. In unregelmäßigen Abständen gibt der Verein die Zeitschrift KünstlerKolonieKurier heraus. Satzungsgemäß organisiert der Verein Straßenfeste – die sogenannten „Steinrückfeste“ im Garten des Steinrückwegs – und beteiligt sich an der Organisation und Förderung von Veranstaltungen wie Theater-, Opern- und Kabarettaufführungen, Konzerte, Gemälde- und Foto-Ausstellungen, Buchvorstellungen und Lesungen, Gedenkveranstaltungen. Seit 13. September 2020 stellt Vonovia dem Verein den sogenannten „KunstRaum“ am Breitenbachplatz für Ausstellungen, Lesungen, kleinere Konzerte, Filmvorführungen und Treffen zur Verfügung. Seit 2021 ist Christian Sekula 1. Vorsitzender des Vereins.
Am 30. Juli 2021 eröffnete eine Ausstellung im „KunstRaum“ des Künstlerkolonie e. V. über die Familie Karl Wagner, der als Opernsänger in den Jahren 1936–1945 am Laubenheimer Platz wohnte. Der zentrale Angelpunkt der Ausstellung ist die Wirkung dieser Jahre auf das weitere Leben und Arbeiten der Söhne Karlheinz und Hansjörg Wagner, ebenso wie die Bedeutung der künstlerischen Weitsicht Karl Wagners auch auf die folgende Generation der Familie Wagner, die in der Ausstellung durch die Bildhauerin Caroline Wagner vertreten ist. Der Regierende Bürgermeister von Berlin, Michael Müller, hat die Schirmherrschaft dieser Ausstellung übernommen.

## Bewohner seit 1927 (Auswahl)

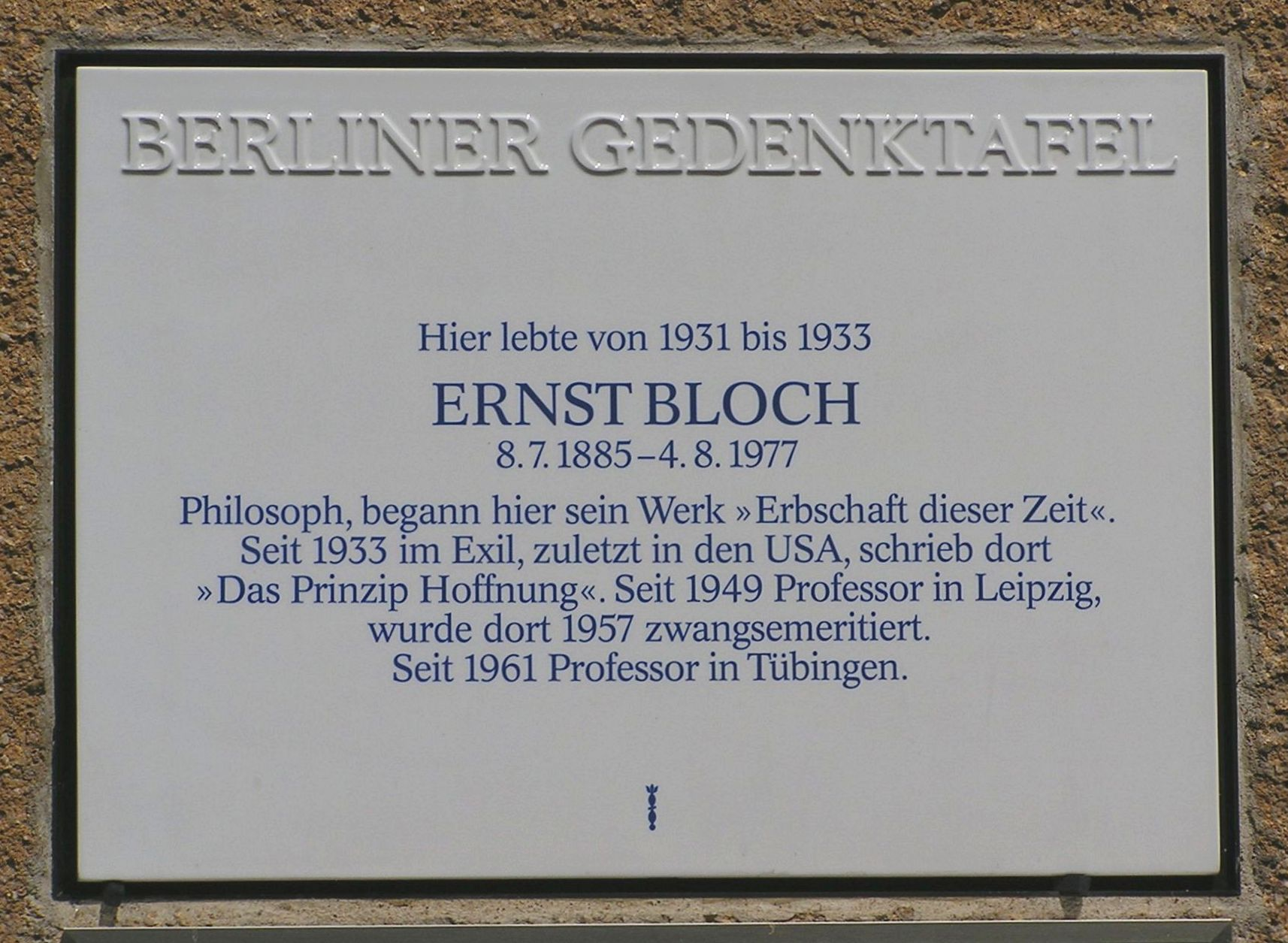
Ernst Bloch

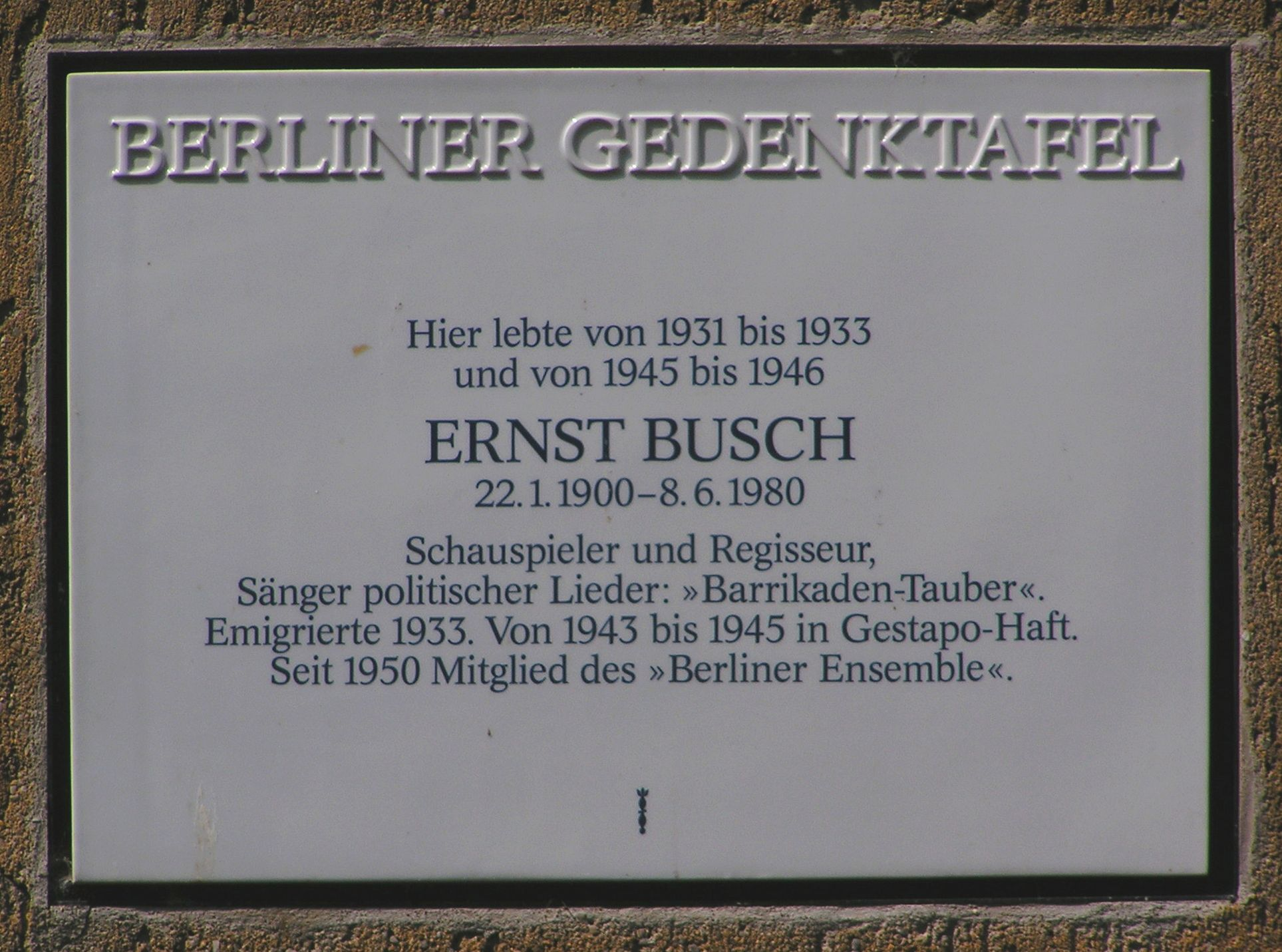
Ernst Busch

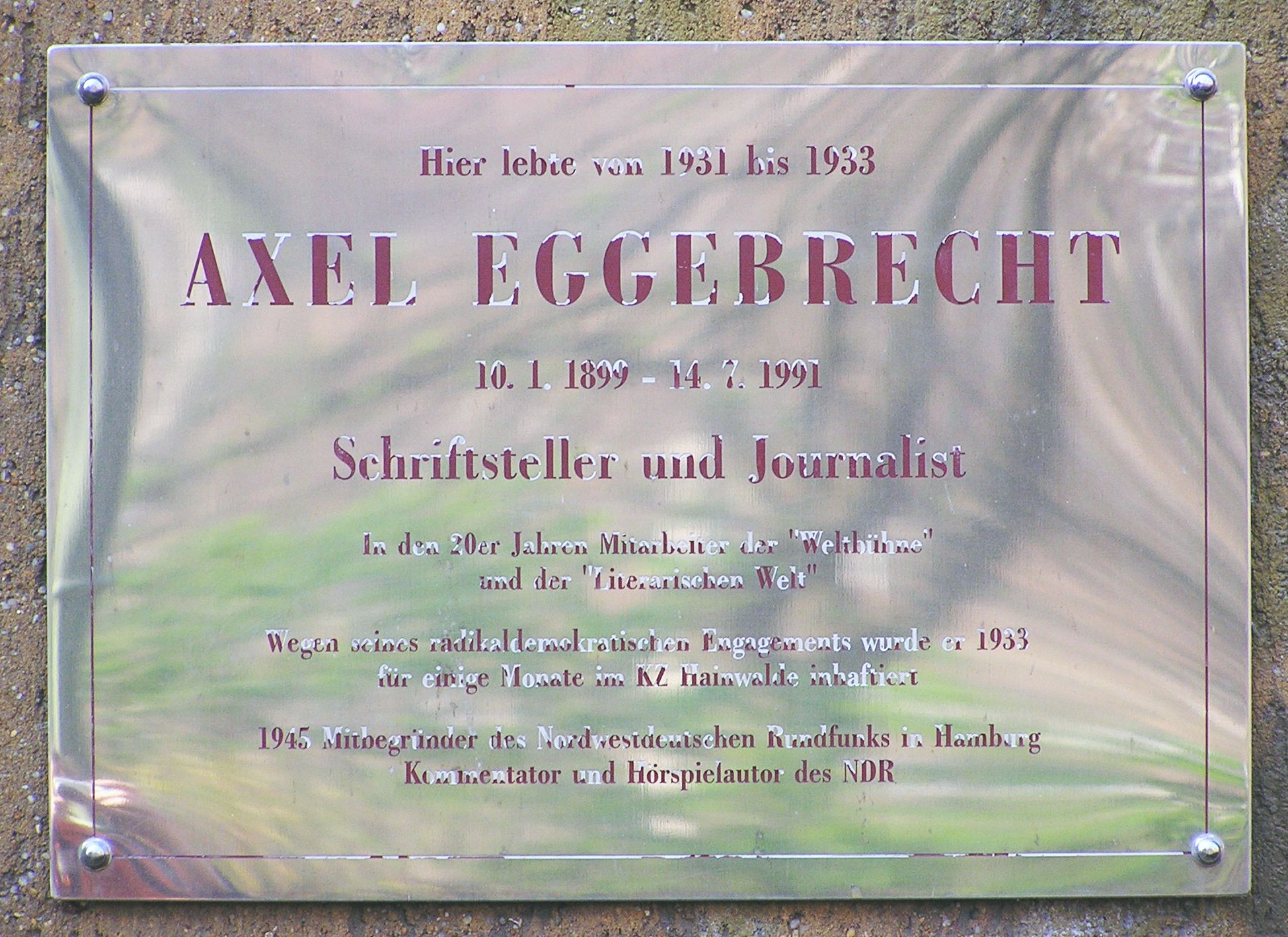
Axel Eggebrecht

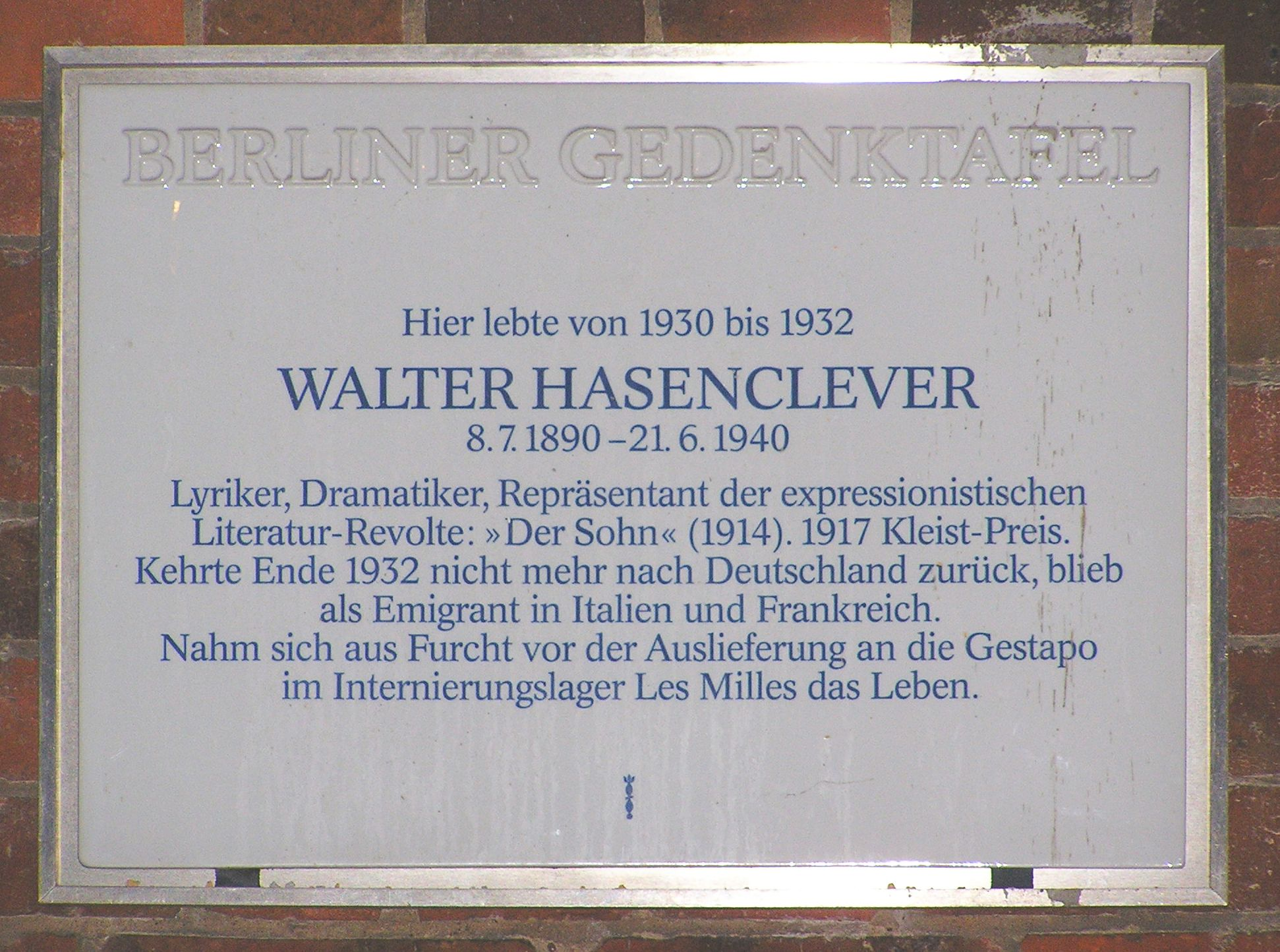
Walter Hasenclever

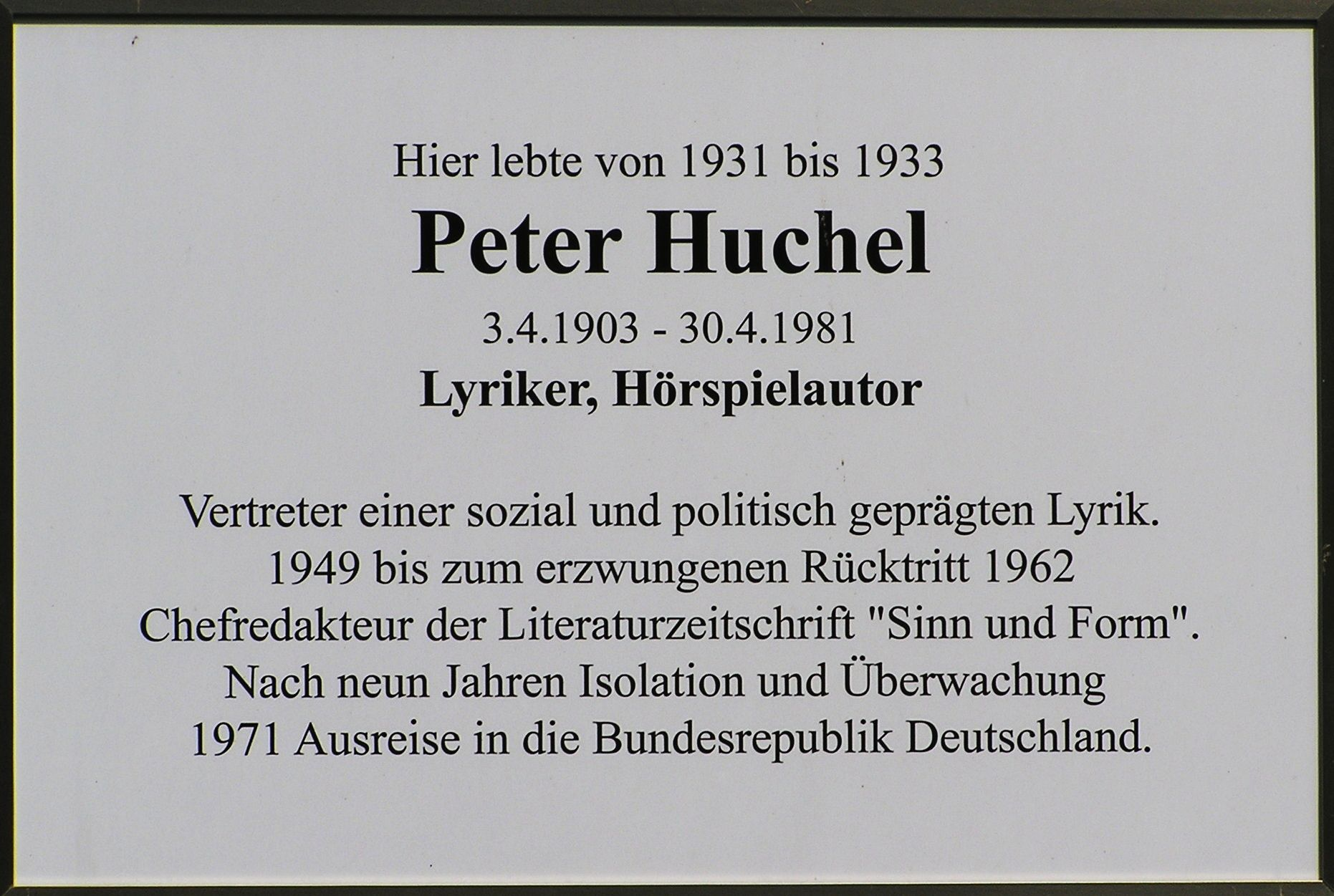
Peter Huchel

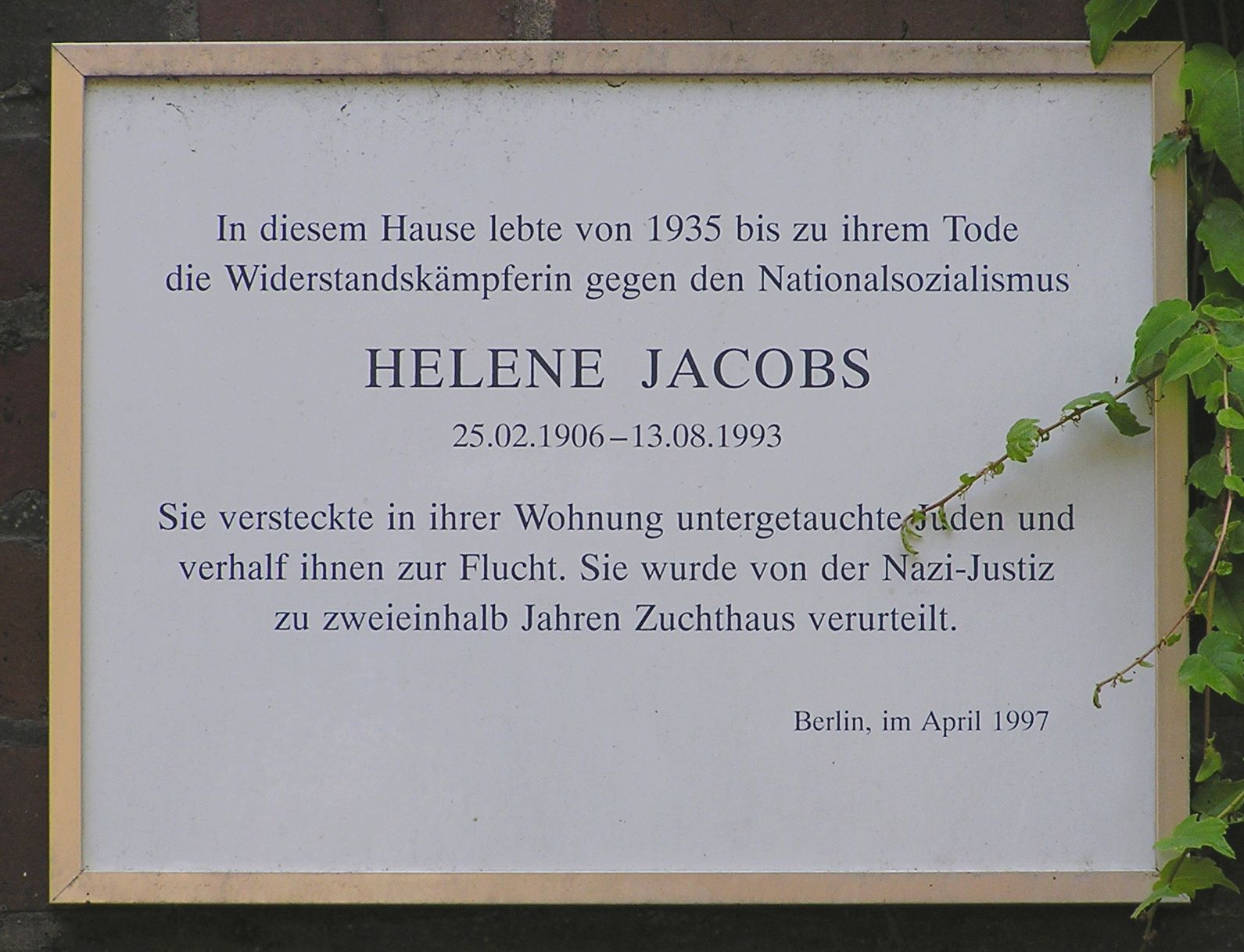
Helene Jacobs

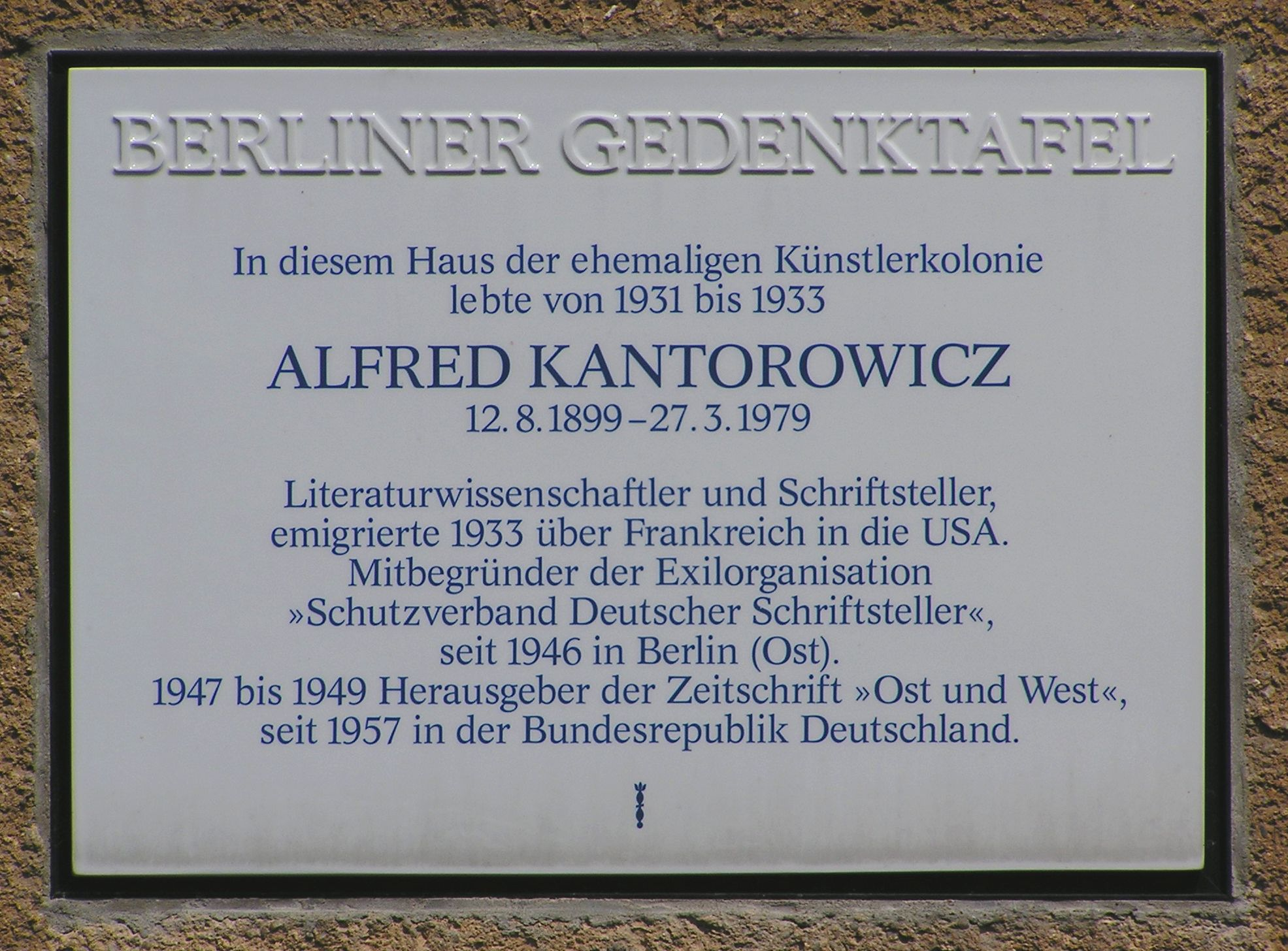
Alfred Kantorowicz

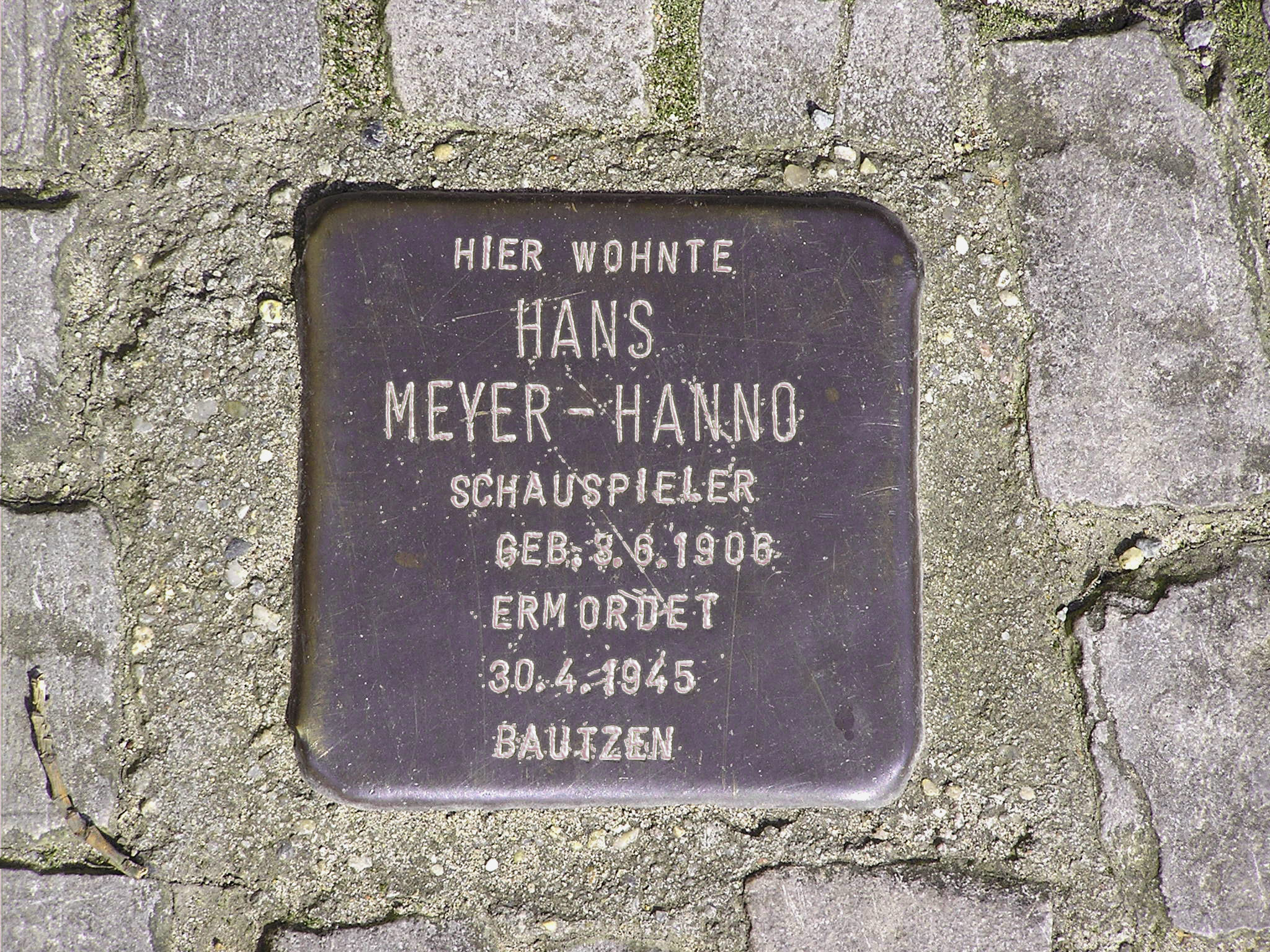
Hans Meyer-Hanno

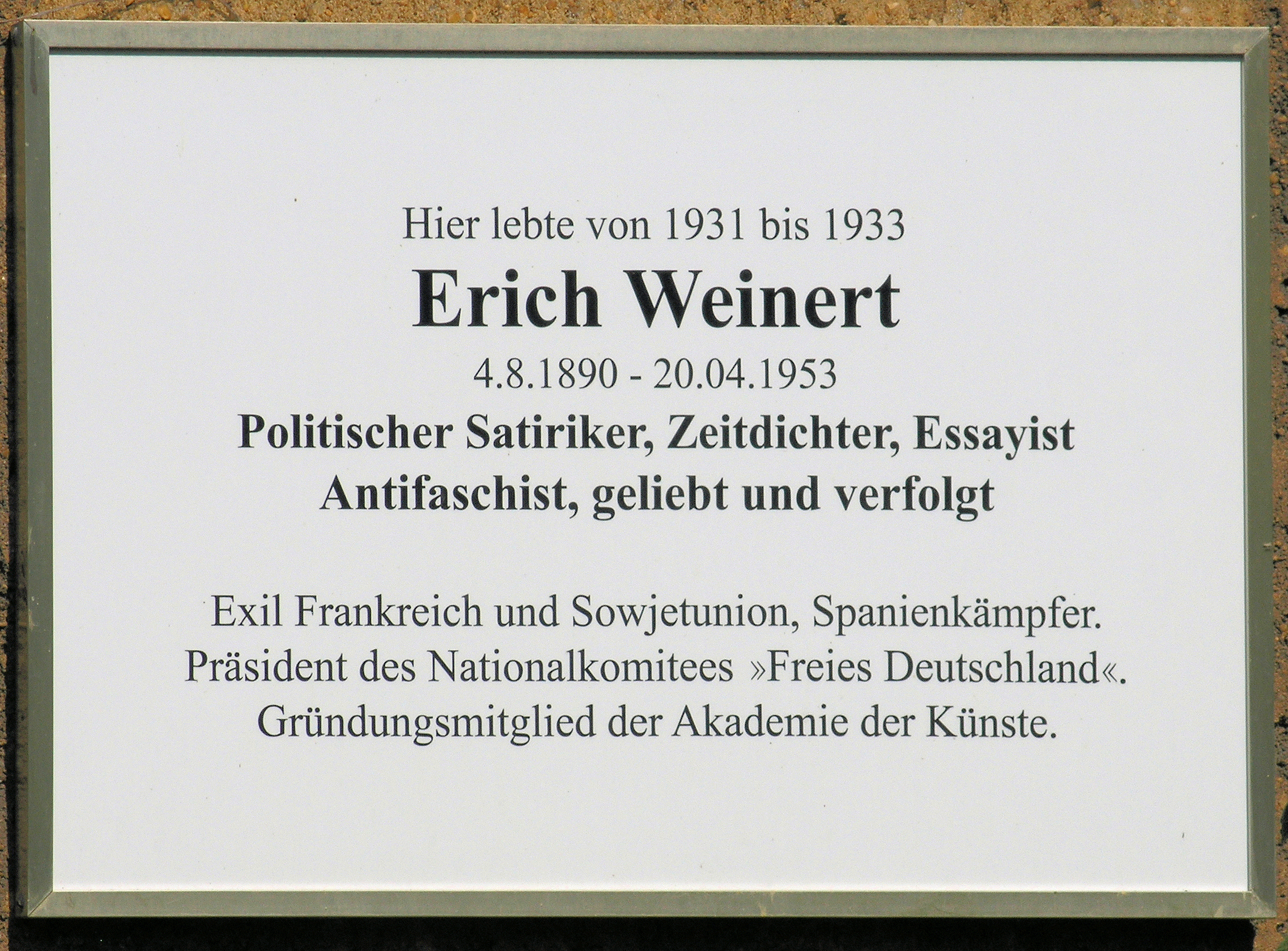
Erich Weinert

- Leo Balet, Niederländisch-deutscher Musikwissenschaftler und Kunsthistoriker
- Theodor Balk, Schriftsteller, Bonner Straße 3
- Karl Hans Bergmann, Theaterwissenschaftler, Bonner Straße 10
- Essad Bey (eigentlich Lew Abramowitsch Nussimbaum, Pseudonym Kurban Said), Schriftsteller
- Ernst Bloch, deutscher Philosoph, Kreuznacher Straße 52
- Eva Busch, Schauspielerin, Bonner Straße 11
- Ernst Busch, Schauspieler, Sänger, Bonner Straße 10, später 11, Laubenheimer Platz 1
- Dirk Cornelsen, Journalist, Buchautor, Laubenheimer Straße 23
- Franz Cornelsen, Verleger, Laubenheimer Straße 23
- Hildegard Cornelsen-Friedrichs, Schulbuchautorin, Grafikerin, Laubenheimer Straße 23
- Lil Dagover, Schauspielerin, Laubenheimer Straße
- Axel Eggebrecht, Schriftsteller, Bonner Straße 12
- Erich Engel, Regisseur, Kreuznacher Straße 36a
- Fritz Erpenbeck, Dramaturg, Regisseur, Rundfunkintendant, Barnayweg 3
- Karin Evans, Schauspielerin, Laubenheimer Straße 1
- Rudolf Fernau, Schauspieler
- Hertha von Gebhardt, Schriftstellerin (Kinderbücher, RIAS-Kinderfunk u. a.)
- Heinrich Goertz, Dramaturg, Bühnenbilder, Schriftsteller und Maler, Bonner Str. 12
- Hansjakob Gröblinghoff, Schauspieler, Laubenheimer Straße 19
- Erich Gühne, Schauspieler, Laubenheimer Platz 2
- Sebastian Haffner (bürgerlich Raimund Pretzel), Publizist, Historiker, Bonner Straße 1a
- Walter Hasenclever, Lyriker, Dramatiker, Prosaist, Laubenheimer Platz 3
- Brigitte Helm, Schauspielerin, z. B. Stummfilm Metropolis (Regie: Fritz Lang) u. v. a., Barnayweg 5
- Georg Hermann, Schriftsteller, Kreuznacher Straße 2 (jetzt: Nr. 28)
- Heinz Hilpert, Regisseur, Laubenheimer Straße 1
- Peter Hirche, Hörspielautor, Kreuznacher Straße 22
- Peter Huchel, Lyriker, Kreuznacher Straße 52
- Helene Jacobs, Rechtsanwaltsgehilfin, Bonner Straße 2
- Hans Kaempfer, Schriftsteller und Übersetzer, Kreuznacher Straße 66
- Kat Kampmann, Malerin, Laubenheimer Straße 15
- Alfred Kantorowicz, Schriftsteller, Kreuznacher Straße 48
- Sophie Karbjinski, Schauspielerin, Bonner Straße 1
- Max Kaus, Maler, Professor an der Hochschule der bildenden Künste Berlin, Kreuznacher Straße 32
- Eva Kemlein, Theaterfotografin
- Martin Kessel, Schriftsteller, Lyriker, Kreuznacher Straße 46
- Klaus Kinski, Schauspieler, als Untermieter des Schauspielers Eduard Matzick, Bonner Straße 9
- Arthur Koestler, Journalist, Schriftsteller, Wissenschaftler, Bonner Straße
- Walter Kollo, Komponist, Dirigent, Südwestkorso 46
- Willi Kollo, Komponist, Südwestkorso 46
- Heinrich Kurella, Journalist, Widerstandskämpfer
- Susanne Leonhard, Schriftstellerin, Bonner Straße 12
- Wolfgang Leonhard, Schriftsteller, Ostexperte, Bonner Straße 12
- Eva Lissa, Schauspielerin
- Manfred Maurenbrecher, Liedermacher und Autor, Laubenheimer Straße 1
- Trude Marlen, Schauspielerin, Laubenheimer Straße 1
- Hans Meyer-Hanno, Schauspieler, Widerstandskämpfer (Mitglied der Roten Kapelle), Laubenheimer Platz 2
- Jo Mihaly, Tänzerin und Schriftstellerin (Frau von Leonard Steckel), Bonner Straße 12
- Ludwig Misch, Musikschriftsteller, Südwestkorso 45, nach 1945: Laubenheimer Straße 15
- Dinah Nelken, Schriftstellerin
- Karl Otten, Schriftsteller
- Andreas Rank, Maler, Bühnen- und Kostümbildner, Bonner Straße 5
- Gustav Regler, Schriftsteller, Journalist, Bonner Straße 8
- Wilhelm Reich, Psychoanalytiker, Schlangenbader Straße 87
- Ludwig Renn, Schriftsteller, Romancier
- Steffi Ronau, Schauspielerin, Laubenheimer Straße 15
- Günter Ruschin, Schauspieler, Bonner Straße 9
- Hans Sahl, Journalist, Schriftsteller
- Robert Wolfgang Schnell, Maler, Dichter, Drehbuchautor, Musiker, Regisseur, Schauspieler
- Ernst Schröder, Schauspieler, Regisseur, Laubenheimer Straße 23
- Klaus Schütz, ehem. Regierender Bürgermeister von Berlin, Bonner Straße 2
- Douglas Sirk (bürgerlich Detlef Sierck), Regisseur und Drehbuchautor, Steinrückweg 5
- Alfred Sohn-Rethel, marxistischer Nationalökonom, Erkenntnistheoretiker und Industriesoziologe, Laubenheimer Straße 1 (zur Untermiete bei seiner Schwester Lissi Steinrück), ab 1932: Kreuznacher Straße 34 (bei seinem jüngeren Bruder Hans-Joachim Sohn-Rethel)
- Hans-Joachim Sohn-Rethel, Maler und Geräuschimitator, Kreuznacher Straße 34[7]
- Manès Sperber, Schriftsteller, Journalist, Laubenheimer Platz 5
- Steffie Spira, Schauspielerin, Bonner Straße 9
- Leonard Steckel, Schauspieler, Regisseur, Bonner Straße 12
- Lissi Steinrück, Schauspielerin, Laubenheimer Straße 1
- Alexander Graf Stenbock-Fermor, Schriftsteller (Der Rote Graf), Widerstandskämpfer, Steinrückweg 5
- Anton Maria Topitz, Tenor, Kammersänger, Musikreferent, Laubenheimer Platz 1, später: Nr. 3
- Alice Treff, Schauspielerin, Bonner Straße 1
- Carlotta Vanconti, Operettensängerin, Südwestkorso 38
- Aribert Wäscher, Schauspieler
- Erich Weinert, Schriftsteller, Kreuznacher Straße 34
- Wolfgang Weyrauch, Schriftsteller
- Stefan Wolpe, Komponist
- Walter Zadek, Journalist, Schriftsteller, Fotograf, Bonner Straße 3
- Hedda Zinner, Schriftstellerin, Barnayweg 3

## Straßen und Plätze

### Laubenheimer Platz/Ludwig-Barnay-Platz
Im Jahr 1909, als der Platz angelegt wurde, erfolgte die Namensgebung nach der Gemeinde Laubenheim in Rheinland-Pfalz. Am 1. November 1963 wurde der zentrale Platz in der Künstlerkolonie von Laubenheimer Platz in Ludwig-Barnay-Platz umbenannt. Hierdurch soll an Ludwig Barnay, der 1870 einer der Begründer der Bühnengenossenschaft war, erinnert werden. Bis 1940 hatte diese Funktion der Barnayweg.

### Barnayweg/Steinrückweg
Am 17. Dezember 1932 wurde der Weg, der die Künstlerkolonie nach Westen abschloss, zu Ehren Ludwig Barnays benannt. Am 21. Februar 1940 wurde dieser Weg von den Nationalsozialisten nach dem 1929 verstorbenen Schauspieler Albert Steinrück in Steinrückweg umbenannt. Nach dem Zweiten Weltkrieg existierten Pläne zur Rückbenennung in Barnayweg, die jedoch nicht realisiert wurden.

### Gustav-Rickelt-Weg
Im Gedenken an den Gründer der Künstlerkolonie Gustav Rickelt wurde am 22. November 1999 ein privater Verbindungsweg zwischen Südwestkorso und Kreuznacher Straße im Neubaubereich der 1950er Jahre in Gustav-Rickelt-Weg benannt. Die Initiative zur Erinnerung an Gustav Rickelt ging von seinem Sohn Martin Rickelt aus, der auch die feierliche Enthüllung der Straßenschilder vornahm.